# Michael Ellis (político británico)
Michael Tyrone Ellis QC MP (Northampton, 13 de octubre de 1967) es un político británico, miembro del Partido Conservador. Actual fiscal general para Inglaterra y Gales, es diputado (MP) por el distrito de Northampton Norte desde 2010.
Ellis fue nombrado por el Gobierno May como jefe Adjunto de la Cámara de los Comunes entre 2016 y 2018; como subsecretario de Estado Parlamentario para las Artes, el Patrimonio y el Turismo en el Departamento de Cultura, Medios de Comunicación y Deporte entre 2018 y 2019, y brevemente como Ministro de Estado para el Transporte en 2019. En septiembre de 2019, fue nombrado miembro del Consejo Privado del Reino Unido.

## Biografía
Michael Ellis nació en Northampton el 13 de octubre de 1967 en el seno de una familia de origen judío. Fue educado en dos escuelas independientes: en el pueblo de Spratton y en la Escuela de Wellingborough. Estudió en la Universidad de Buckingham, donde obtuvo un doble grado LLB en 1993. Tras asistir a la Inns of Court o Escuela de Prácticas en Londres, fue superó el Middle Temple en 1993. Trabajó como abogado penal en Northampton, antes de iniciar su carrera política.

## Trayectoria
Con 29 años, Ellis fue elegido concejal del Condado de Northamptonshire, aunque con anterioridad, en 1995, había fracasado en su primer intento. Dos años después, en 1997, resultó elegido concejal por el Partido Conservador, frente a su rival del Partido Laborista por solo 44 votos de ventaja.
Más tarde, en diciembre de 2006, Ellis se convirtió en candidato conservador al parlamento por el distrito de Northampton Norte. Las elecciones fueron precedidas de unas primarias en el partido, algo inusual en el momento. Tras salir airoso del proceso en su partido, fue elegido miembro del Parlamento en las Elecciones generales de 6 de mayo de 2010, ganando el escaño por una mayoría de 1.936 votos y el 34,1% de los sufragios. La candidata laborista derrotada se llamaba Sally Keeble. Hasta 2010, Ellis desarrolló una intensa labor parlamentaria. En febrero de 2011, Ellis fue elegido miembro del Comité de selección de la Cámara de los Comunes. El 25 de septiembre de 2012, Ellis fue nombrado parlamentario asesor de Feldman de Elstree, copresidente del Partido Conservador.
Ellis fue reelegido miembro del Parlamento en las Elecciones generales de 2015, en las que venció a Sally Keeble por 3.245 votos (42% de los sufragios). En julio de 2016, Ellis se convirtió en asistente del Departamento HM Treasury y jefe Adjunto de la Cámara de los Comunes. Respecto al Brexit, Ellis se opuso a la Salida del Reino Unido de la Unión Europea ante el referéndum de 2016, aunque luego votó en contra de un acuerdo negociado por el Gobierno May. Ellis fue reelegido de nuevo en las Elecciones generales de 2017. Sin embargo, su mayoría se redujo a 807 votos sobre la candidata laborista.

## Controversias
En mayo de 2016, se supo que Ellis fue uno de los diputados conservadores que estaban siendo investigados por la policía en relación con las Elecciones generales de 2015, por presunta superación del gasto permitido en la campaña electoral. Sin embargo, en mayo de 2017, la Fiscalía cerró la investigación por falta de pruebas.
En julio de 2017, Ellis fue llamado como testigo en el juicio de Adam Simmonds, excomisario de la Policía de Northamptonshire. Finalmente, el acusado fue exonerado de cargos. En marzo de 2018, Ellis fue criticado por activistas locales por los recortes en los servicios de biblioteca en Northampton.